# Czarci Kamień
Czarci Kamień – skała w grupie skał Czarciego Korytarza w Dolinie Będkowskiej na Wyżynie Krakowsko-Częstochowskiej. Znajduje się w obrębie wsi Będkowice, w województwie małopolskim, w powiecie krakowskim, w gminie Wielka Wieś. 
Czarci Kamień znajduje się po północnej stronie trzech skał właściwego Czarciego Korytarza. Tworzą one dwa równoległe rzędy o pionowych ścianach, pomiędzy którymi jest wąski korytarz. W dolnym rzędzie są skały Ząb i Despekt, w górnym Wschodni Wierzchołek. Uprawiana jest na nich wspinaczka skalna. Paweł Haciski pierwsze trzy skały opisuje pod wspólną nazwą Czarci Korytarz, oprócz niego wymienia jeszcze Czarci Kamień i znajdujący się na północny wschód od niego Czarci Murek. 
Czarci Kamień to zbudowana z wapienia skalistego samotna turnia o wysokości 8 m. Ma połogie lub pionowe ściany i znajduje się w lesie na stromym zboczu, powyżej asfaltowej drogi z Będkowic przez dno Doliny Będkowskiej do Łazów. Jest na nim jedna droga wspinaczkowa Styksowy żywiec o trudności V w skali trudności Kurtyki. Asekuracja własna (brak stałych punktów asekuracyjnych).  

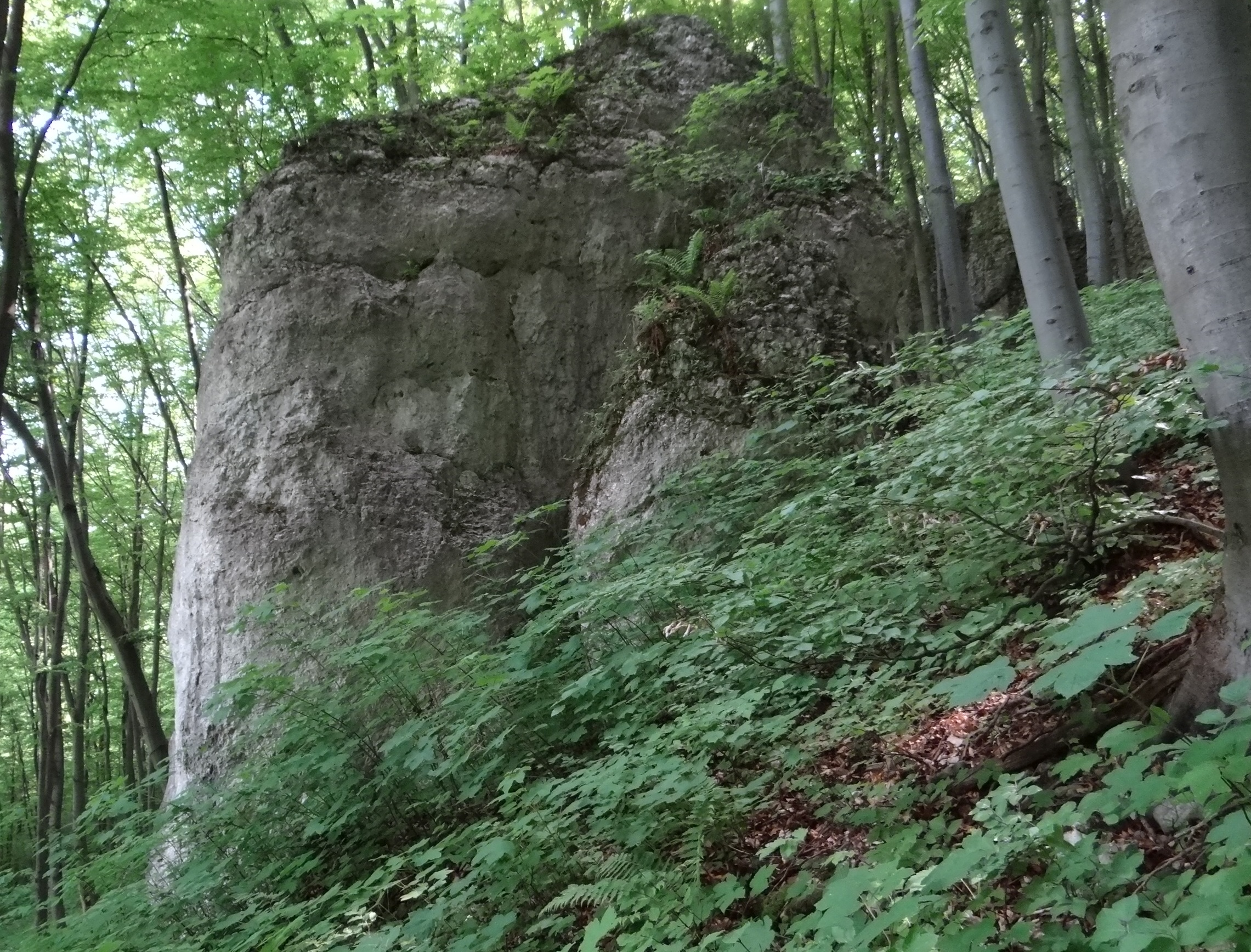
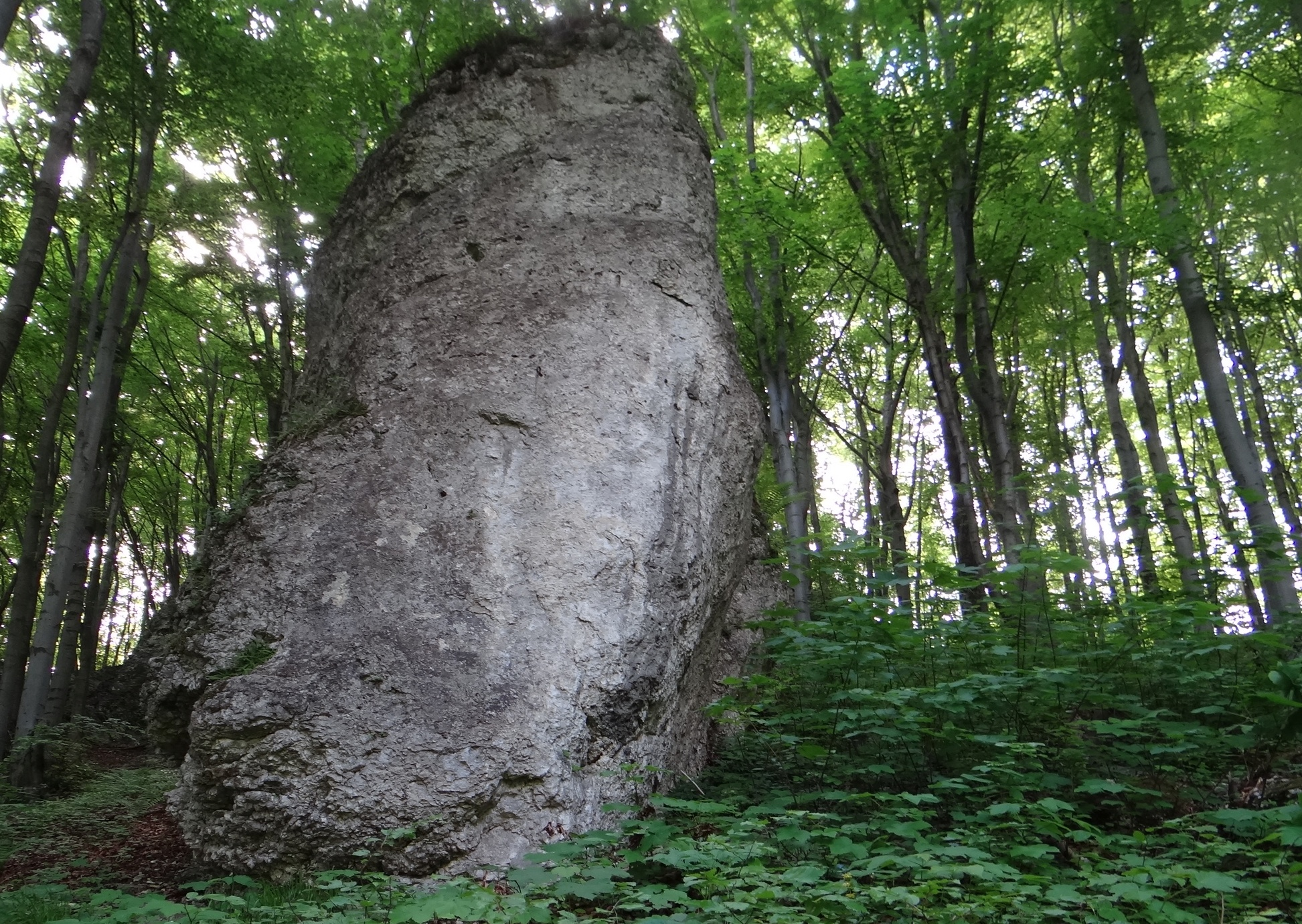
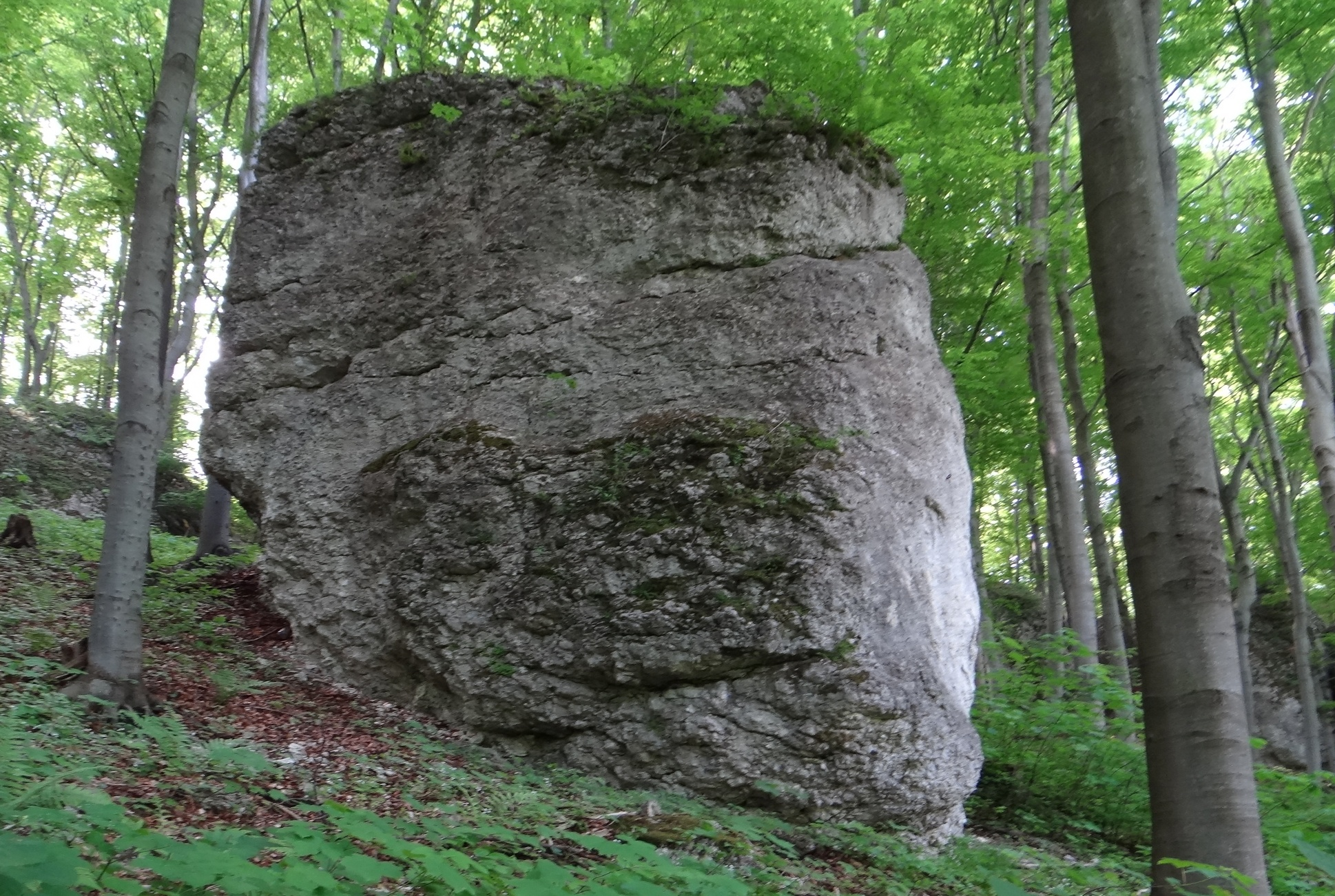
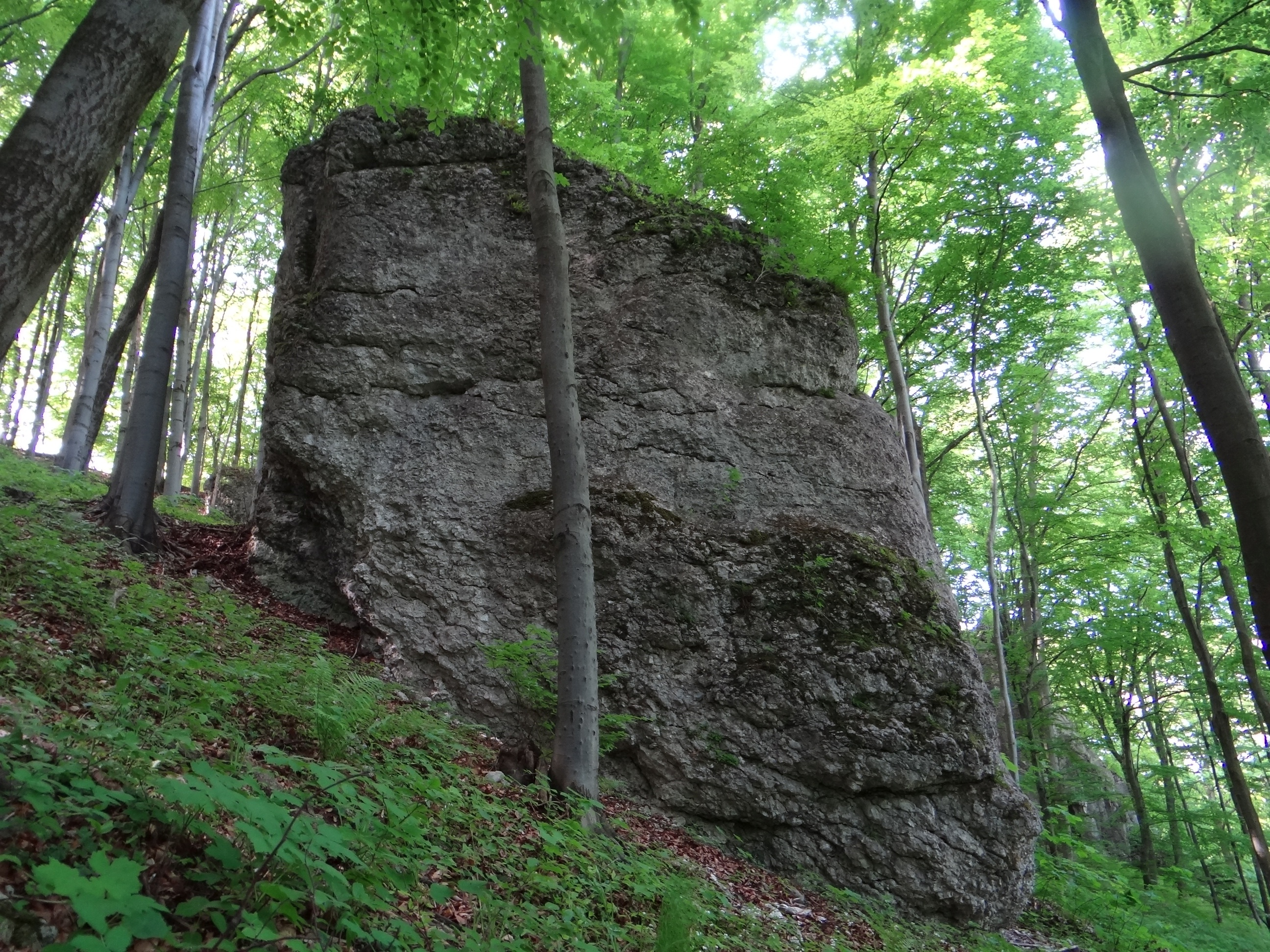